# 리치먼드 빵 폭동

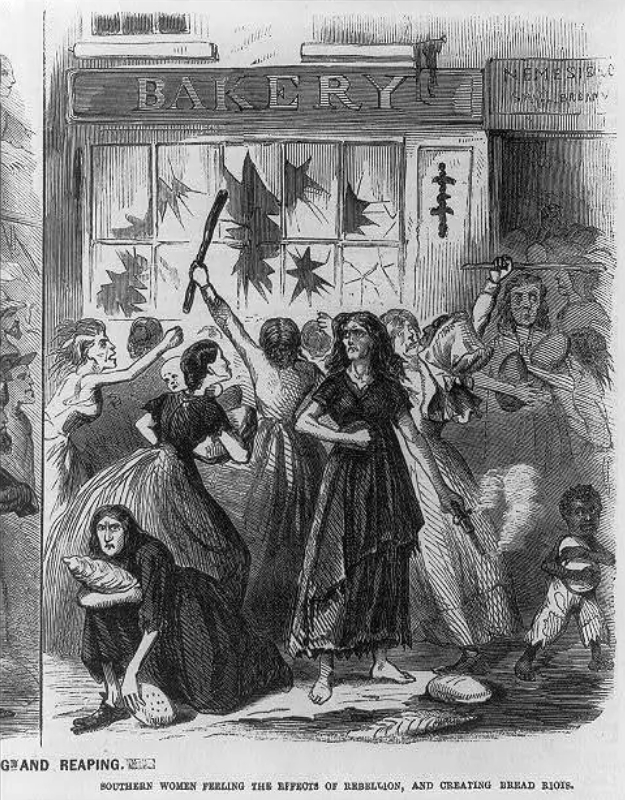
리치먼드 빵 폭동을 배경으로 한 그림

리치먼드 빵 폭동(영어: Southern bread riots)은 1863년 4월 2일에 발생한 미국의 내전에 관련된 사건 중 하나이며, 서민들의 경제난 등 여러 원인으로 일어났다.

## 개요

### 물가인상
리치먼드 빵 폭동은 상당히 많은 요인이 결합되어 나타났다. 폭동 세력은 농민을 비롯한 생산자와 일반 시민간의 모든 연결 통로를 차단하여, 가축과 농작물이 시장에 유통되는 것을 막아버렸다. 사건발생 2년 전부터 미국에서는 인플레이션 탓에 밀의 가격이 세 배나 뛰고 버터와 우유는 4배 이상 물가가 뛰었다. 게다가 당시 유일한 고기 보존제 역할을 하던 소금값마저 뛰자 서민들의 경제난은 당연히 더욱 심각해졌다.

### 여러 지역에서의 발생
프랑스 혁명과 비슷하게 시민들과 대대수의 여성들이 폭동 세력에 가담하면서, 무능한 정부와 부패한 상인들을 비판하고 나섰다. 폭력 사태로 번지면서 애틀란타를 비롯한 버지니아주의 여러 도시에서 시위 사태가 촉발되었다. 노스캐롤라이나주에서는 성난 폭동군중이 사회에 대한 불만을 모든 식료품 가게를 부숴버리는 사태로 드러내기도 하였다.

### 비폭력 행진
그럼에도 불구하고 버지니아주의 주도인 리치먼드에서는 수천명의 시민들이 10블록 이상의 거리에 나와 비폭력 행진 시위를 벌였다. 당시 행정관이던 존 레처와 제퍼슨 데이비스가 시민들의 정부와 상인들에 대한 항의를 막기 위해 연설을 벌이기도 했지만, 아랑곳 하지 않고 시민들이 계속해서 평화 시위를 벌였다고 전한다.

## 참고 자료
- 게티스버그까지- 버프의 역사서(The History Buff's Guide to Gettysburg) : Flagel, Thomas R., and Allers Jr., Ken 저 / Cumberland House Publishing Inc(2006) / ISBN 9781581825091.